# 圣厄费米
圣厄费米（法語：Sainte-Euphémie，法語發音：[sɛ̃t øfemi] ⓘ）是法国东部安省的一个市镇，属于布雷斯地区布尔格区。

## 地理
圣厄费米（45°58'22"N, 4°47'53"E）面积4.61 平方千米，位于法国奥弗涅-罗讷-阿尔卑斯大区安省，该省份为法国东部省份，北起汝拉省，西北接索恩-卢瓦尔省，西接罗讷省和里昂大都会，南至伊泽尔省，东与萨瓦省、上萨瓦省和瑞士接壤。
与圣厄费米接壤的市镇（或旧市镇、城区）包括：弗朗、米塞里约、雷里约、福尔芒河畔圣迪迪耶。

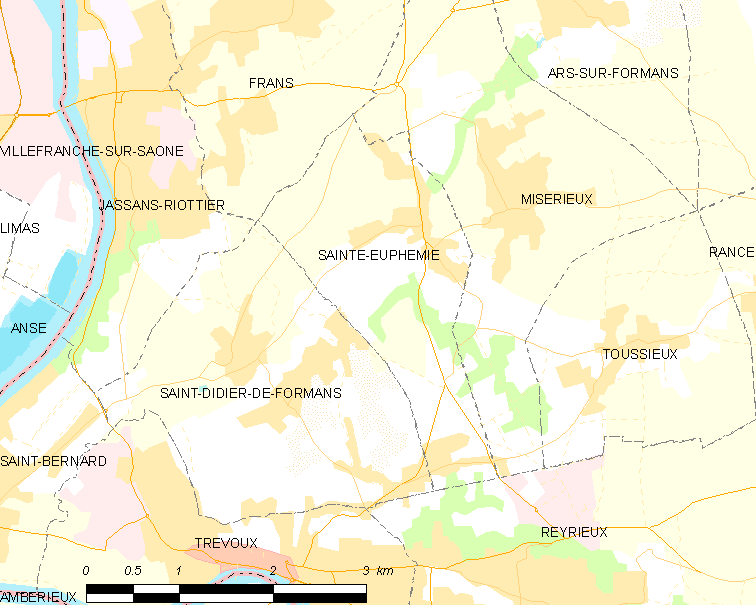
圣厄费米的OSM定位图

圣厄费米的时区为UTC+01:00、UTC+02:00（夏令时）。

## 行政
圣厄费米的邮政编码为01600，INSEE市镇编码为01353。

## 政治
圣厄费米所属的省级选区为特雷武县。

## 人口

1962-2008年间圣厄费米人口变化图示

圣厄费米于2022年1月1日时的人口数量为1741人。